# 松村正員
松村 正員（まつむら まさかず、1884年（明治17年）2月14日 - 没年不明）は、大日本帝国陸軍軍人。最終階級は陸軍中将。二葉会の会員。

## 経歴
1884年（明治17年）に福井県で生まれた。陸軍士官学校第17期、陸軍大学校第28期卒業。1928年（昭和3年）3月24日に陸軍大学校教官に就任し、8月10日に陸軍歩兵大佐に進級した。1930年（昭和5年）8月に近衛歩兵第1連隊長に転じ、1931年（昭和6年）8月に陸軍省軍務局徴募課長に就任した。
1933年（昭和8年）8月1日に陸軍少将に進級し、歩兵第19旅団長に着任。1935年（昭和10年）8月に第4師団司令部附となり、1937年（昭和12年）2月8日に下関要塞司令官に就任し、3月1日に陸軍中将に進級した。1938年（昭和13年）3月1日に待命、3月25日に予備役に編入された。
1947年（昭和22年）11月28日、公職追放仮指定を受けた。